# Kotë
Kotë, Kota – miasto w południowo-zachodniej części Albanii, w okręgu Wlora.